# Jalajala
Jalajala es un municipio de Quinta Clase de la provincia de Rizal, Filipinas. Tiene un área total de 44,12 km² con una densidad de 651,36 h/km². De acuerdo con el censo de 2007, tiene una población de 28,738 habitantes. El alcalde es Elionor I. Pillas del partido Lakas-CMD, y el vicealcalde Pedro G. Belleza.
El origen conocido de la historia de Jalajala se remonta a una leyenda. Punta, uno de los actuales barangay del municipio, era el lugar de un establecimiento que más tarde se llamaría “Halaan”. Durante los meses de abril y mayo las orillas de Punta a lo largo de la Laguna de Bay se cubrían con una variedad de cáscaras conocidas localmente como Halaan. Los nativos, cuando los colonizadores españoles les preguntaron ¿cómo se llama este sitio?, respondieron Halaan po, pensando que ellos preguntaban por aquella cáscara. Los españoles, por otra parte, creyendo que ése era el nombre del lugar, comenzaron a llamarlo “Halaan” que fue cambiado posteriormente por Jalajala.

## Geografía
El municipio orilla parte de las costas de la Laguna de Bay, el lago más grande de las Filipinas. Jalajala es una península localizada a 75 kilómetros al sureste de Manila. Siendo el extremo sureste de la provincia de Rizal, tiene un área terrestre de 4.930.000 hectáreas que representa el 3.77% del área total terrestre de la provincia. El límite norte de Jalajala es el río Panguil, donde comparte el río con la ciudad de Pakil en La Laguna. Al sur, este y oeste bordea parte de la Laguna de Bay.

## Barangays
Jalajala está políticamente subdividido en 11 barangays.
- Bagumbong
- Bayugo
- Segundo Distrito (Pob.)
- Tercer Distrito (Pob.)
- Lubo
- Pagkalinawan
- Palaypalay
- Punta
- Sipsipin
- Primer Distrito (Especial) (Pob.)
- Paalaman